# Almont (Michigan)
Almont – wieś w Stanach Zjednoczonych, w stanie Michigan, w hrabstwie Lapeer.